# Cadel Evans Great Ocean Road Race 2023
Cadel Evans Great Ocean Road Race 2023 var den 7. udgave af cykelløbet Cadel Evans Great Ocean Road Race. Det var det andet arrangement på UCI's World Tour-kalender i 2023 og blev arrangeret 29. januar 2023. Udgaverne i 2021 og 2022 blev aflyst pga. coronaviruspandemien.
Løbet blev vundet af tyske Marius Mayrhofer fra Team DSM.

## Resultater
| \| Samlede stilling \| Samlede stilling \| Samlede stilling \| Samlede stilling \| Samlede stilling \| \| Rytter \| Rytter \| Hold \| Tid \| \| \| ---------------- \| ------------------ \| --------------------------------------- \| ---------------- \| ---------------- \| \| 1. \| Marius Mayrhofer \| Team DSM \| 4t 15' 11" \| \| \| 2. \| Hugo Page \| Intermarché-Circus-Wanty \| + 0" \| \| \| 3. \| Simon Clarke \| Israel-Premier Tech \| + 0" \| \| \| 4. \| Michael Matthews \| Team Jayco AlUla \| + 0" \| \| \| 5. \| Corbin Strong \| Israel-Premier Tech \| + 0" \| \| \| 6. \| Caleb Ewan \| UniSA-Australia \| + 0" \| \| \| 7. \| Dion Smith \| Intermarché-Circus-Wanty \| + 0" \| \| \| 8. \| Marc Hirschi \| UAE Team Emirates \| + 0" \| \| \| 9. \| George Bennett \| UAE Team Emirates \| + 0" \| \| \| 10. \| Sean Quinn \| EF Education-EasyPost \| + 0" \| \| \| 11. \| Kévin Ledanois \| Arkéa-Samsic \| + 0" \| \| \| 12. \| Aaron Gate \| Bolton Equities Black Spoke Pro Cycling \| + 0" \| \| \| 13. \| Natnael Tesfatsion \| Trek-Segafredo \| + 0" \| \| \| 14. \| Mauro Schmid \| Soudal Quick-Step \| + 0" \| \| \| 15. \| Luke Plapp \| Ineos Grenadiers \| + 0" \| \| |                    |                                         |            |
| |                    |                                         |            |
| Kilde: ProCyclingStats |                    |                                         |            |
| Samlede stilling |                    |                                         |            |
| Rytter | Rytter             | Hold                                    | Tid        |
| 1. | Marius Mayrhofer   | Team DSM                                | 4t 15' 11" |
| 2. | Hugo Page          | Intermarché-Circus-Wanty                | + 0"       |
| 3. | Simon Clarke       | Israel-Premier Tech                     | + 0"       |
| 4. | Michael Matthews   | Team Jayco AlUla                        | + 0"       |
| 5. | Corbin Strong      | Israel-Premier Tech                     | + 0"       |
| 6. | Caleb Ewan         | UniSA-Australia                         | + 0"       |
| 7. | Dion Smith         | Intermarché-Circus-Wanty                | + 0"       |
| 8. | Marc Hirschi       | UAE Team Emirates                       | + 0"       |
| 9. | George Bennett     | UAE Team Emirates                       | + 0"       |
| 10. | Sean Quinn         | EF Education-EasyPost                   | + 0"       |
| 11. | Kévin Ledanois     | Arkéa-Samsic                            | + 0"       |
| 12. | Aaron Gate         | Bolton Equities Black Spoke Pro Cycling | + 0"       |
| 13. | Natnael Tesfatsion | Trek-Segafredo                          | + 0"       |
| 14. | Mauro Schmid       | Soudal Quick-Step                       | + 0"       |
| 15. | Luke Plapp         | Ineos Grenadiers                        | + 0"       |

## Hold og ryttere
| UCI WorldTeams (11)- AG2R Citroën Team - Arkéa-Samsic - Bora-Hansgrohe - EF Education-EasyPost - Ineos Grenadiers - Intermarché-Circus-Wanty - Soudal Quick-Step - Team Jayco AlUla - Team DSM - Trek-Segafredo - UAE Team Emirates UCI ProTeams (2)- Israel-Premier Tech - Bolton Equities Black Spoke Pro Cycling Landshold med navnesponsor- UniSA-Australia |
| |

### Danske ryttere
| Danske ryttere på startlisten |                   |                          |           |
| Rygnummer                     | Rytter            | Hold                     | Placering |
| 32                            | Mikkel Honoré     | EF Education-EasyPost    | 17        |
| 52                            | Julius Johansen   | Intermarché-Circus-Wanty | 76        |
| 104                           | Asbjørn Hellemose | Trek-Segafredo           | DNS       |

* DNS = stillede ikke til start

### Startliste
| Soudal Quick-Step SOQ | Soudal Quick-Step SOQ | Soudal Quick-Step SOQ |
| --------------------- | --------------------- | --------------------- |
| Nr.                   | Rytter                | Placering             |
| 1                     | Mattia Cattaneo (ITA) | DNF                   |
| 2                     | Stan Van Tricht (BEL) | 44.                   |
| 3                     | Dries Devenyns (BEL)  | 83.                   |
| 4                     | James Knox (GBR)      | 61.                   |
| 5                     | Mauro Schmid (SUI)    | 14.                   |
| 6                     | Jannik Steimle (GER)  | 38.                   |
| 7                     | Martin Svrček (SVK)   | DNF                   |

| AG2R Citroën Team ACT | AG2R Citroën Team ACT | AG2R Citroën Team ACT |
| --------------------- | --------------------- | --------------------- |
| Nr.                   | Rytter                | Placering             |
| 11                    | Ben O'Connor (AUS)    | 46.                   |
| 12                    | Alex Baudin (FRA)     | 45.                   |
| 13                    | Dorian Godon (FRA)    | 52.                   |
| 14                    | Paul Lapeira (FRA)    | 27.                   |
| 15                    | Nans Peters (FRA)     | 35.                   |
| 16                    | Michael Schär (SUI)   | 39.                   |
| 17                    | Damien Touzé (FRA)    | 25.                   |

| Bora-Hansgrohe BOH | Bora-Hansgrohe BOH          | Bora-Hansgrohe BOH |
| ------------------ | --------------------------- | ------------------ |
| Nr.                | Rytter                      | Placering          |
| 21                 | Shane Archbold (NZL)        | DNF                |
| 22                 | Marco Haller (AUT)          | 22.                |
| 23                 | Jai Hindley (AUS)           | 32.                |
| 24                 | Luis-Joe Lührs (GER)        | DNF                |
| 25                 | Jordi Meeus (BEL)           | 41.                |
| 26                 | Maximilian Schachmann (GER) | 18.                |
| 27                 | Giovanni Aleotti (ITA)      | 53.                |

| EF Education-EasyPost EFE | EF Education-EasyPost EFE | EF Education-EasyPost EFE |
| ------------------------- | ------------------------- | ------------------------- |
| Nr.                       | Rytter                    | Placering                 |
| 31                        | Alberto Bettiol (ITA)     | 31.                       |
| 32                        | Mikkel Honoré (DEN)       | 17.                       |
| 33                        | Jens Keukeleire (BEL)     | 34.                       |
| 34                        | Sean Quinn (USA)          | 10.                       |
| 35                        | Jonas Rutsch (GER)        | 56.                       |
| 36                        | Thomas Scully (NZL)       | DNF                       |
| 37                        | Łukasz Wiśniowski (POL)   | DNF                       |

| Ineos Grenadiers IGD | Ineos Grenadiers IGD        | Ineos Grenadiers IGD |
| -------------------- | --------------------------- | -------------------- |
| Nr.                  | Rytter                      | Placering            |
| 41                   | Ethan Hayter (GBR)          | 82.                  |
| 42                   | Leo Hayter (GBR)            | 65.                  |
| 43                   | Kim Heiduk (GER)            | 71.                  |
| 44                   | Luke Plapp (AUS) (landevej) | 15.                  |
| 45                   | Magnus Sheffield (USA)      | DNF                  |
| 46                   | Ben Swift (GBR)             | 57.                  |
| 47                   | Cameron Wurf (AUS)          | DNF                  |

| Intermarché-Circus-Wanty ICW | Intermarché-Circus-Wanty ICW | Intermarché-Circus-Wanty ICW |
| ---------------------------- | ---------------------------- | ---------------------------- |
| Nr.                          | Rytter                       | Placering                    |
| 51                           | Sven Erik Bystrøm (NOR)      | 24.                          |
| 52                           | Julius Johansen (DEN)        | 76.                          |
| 53                           | Hugo Page (FRA)              | 2.                           |
| 54                           | Gerben Thijssen (BEL)        | 81.                          |
| 55                           | Taco van der Hoorn (NED)     | 79.                          |
| 56                           | Boy van Poppel (NED)         | 74.                          |
| 57                           | Dion Smith (NZL)             | 7.                           |

| UAE Team Emirates UAD | UAE Team Emirates UAD   | UAE Team Emirates UAD |
| --------------------- | ----------------------- | --------------------- |
| Nr.                   | Rytter                  | Placering             |
| 61                    | Sjoerd Bax (NED)        | 49.                   |
| 62                    | George Bennett (NZL)    | 9.                    |
| 63                    | Alessandro Covi (ITA)   | 42.                   |
| 64                    | Finn Fisher-Black (NZL) | 37.                   |
| 65                    | Marc Hirschi (SUI)      | 8.                    |
| 66                    | Jay Vine (AUS)          | 28.                   |
| 67                    | Michael Vink (NZL)      | DNF                   |

| Arkéa-Samsic ARK | Arkéa-Samsic ARK       | Arkéa-Samsic ARK |
| ---------------- | ---------------------- | ---------------- |
| Nr.              | Rytter                 | Placering        |
| 71               | Élie Gesbert (FRA)     | 23.              |
| 72               | Mathis Le Berre (FRA)  | 66.              |
| 73               | Alessandro Verre (ITA) | 54.              |
| 74               | Ewen Costiou (FRA)     | 70.              |
| 75               | Hugo Hofstetter (FRA)  | 60.              |
| 76               | Łukasz Owsian (POL)    | 55.              |
| 77               | Kévin Ledanois (FRA)   | 11.              |

| Team Jayco AlUla JAY | Team Jayco AlUla JAY   | Team Jayco AlUla JAY |
| -------------------- | ---------------------- | -------------------- |
| Nr.                  | Rytter                 | Placering            |
| 81                   | Luke Durbridge (AUS)   | 72.                  |
| 82                   | Lucas Hamilton (AUS)   | 36.                  |
| 83                   | Michael Hepburn (AUS)  | 73.                  |
| 84                   | Campbell Stewart (NZL) | DNF                  |
| 85                   | Kelland O'Brien (AUS)  | 21.                  |
| 86                   | Michael Matthews (AUS) | 4.                   |
| 87                   | Simon Yates (GBR)      | 47.                  |

| Team DSM DSM | Team DSM DSM           | Team DSM DSM |
| ------------ | ---------------------- | ------------ |
| Nr.          | Rytter                 | Placering    |
| 92           | Matthew Dinham (AUS)   | 30.          |
| 93           | Chris Hamilton (AUS)   | 51.          |
| 94           | Marius Mayrhofer (GER) | 1.           |
| 95           | Romain Combaud (FRA)   | 59.          |
| 96           | Tim Naberman (NED)     | 77.          |
| 97           | Martijn Tusveld (NED)  | 58.          |

| Trek-Segafredo TFS | Trek-Segafredo TFS       | Trek-Segafredo TFS |
| ------------------ | ------------------------ | ------------------ |
| Nr.                | Rytter                   | Placering          |
| 101                | Filippo Baroncini (ITA)  | 40.                |
| 102                | Marc Brustenga (ESP)     | DNS                |
| 103                | Tony Gallopin (FRA)      | 19.                |
| 104                | Asbjørn Hellemose (DEN)  | DNS                |
| 105                | Emīls Liepiņš (LAT)      | 67.                |
| 106                | Natnael Tesfatsion (ERI) | 13.                |
| 107                | Antonio Tiberi (ITA)     | 16.                |

| Israel-Premier Tech IPT | Israel-Premier Tech IPT | Israel-Premier Tech IPT |
| ----------------------- | ----------------------- | ----------------------- |
| Nr.                     | Rytter                  | Placering               |
| 111                     | Daryl Impey (RSA)       | 26.                     |
| 112                     | Corbin Strong (NZL)     | 5.                      |
| 113                     | Simon Clarke (AUS)      | 3.                      |
| 114                     | Taj Jones (AUS)         | 80.                     |
| 115                     | Sebastian Berwick (AUS) | 33.                     |
| 116                     | Chris Froome (GBR)      | DNF                     |
| 117                     | Derek Gee (CAN)         | 62.                     |

| Bolton Equities Black Spoke Pro Cycling BEB | Bolton Equities Black Spoke Pro Cycling BEB | Bolton Equities Black Spoke Pro Cycling BEB |
| ------------------------------------------- | ------------------------------------------- | ------------------------------------------- |
| Nr.                                         | Rytter                                      | Placering                                   |
| 121                                         | James Fouché (NZL) (landevej)               | 20.                                         |
| 122                                         | James Oram (NZL)                            | 29.                                         |
| 123                                         | Logan Currie (NZL)                          | 43.                                         |
| 124                                         | Luke Mudgway (NZL)                          | 78.                                         |
| 125                                         | Thomas Sexton (NZL)                         | 68.                                         |
| 126                                         | George Jackson (NZL)                        | DNF                                         |
| 127                                         | Aaron Gate (NZL)                            | 12.                                         |

| UniSA-Australia AUS | UniSA-Australia AUS   | UniSA-Australia AUS |
| ------------------- | --------------------- | ------------------- |
| Nr.                 | Rytter                | Placering           |
| 131                 | Caleb Ewan (AUS)      | 6.                  |
| 132                 | Jarrad Drizners (AUS) | 63.                 |
| 133                 | Zac Marriage (AUS)    | 75.                 |
| 134                 | Liam Walsh (AUS)      | 48.                 |
| 135                 | Kane Richards (AUS)   | 64.                 |
| 136                 | Declan Trezise (AUS)  | 69.                 |
| 137                 | Elliot Schultz (AUS)  | 50.                 |

| Soudal Quick-Step SOQ | Soudal Quick-Step SOQ | Soudal Quick-Step SOQ |
| --------------------- | --------------------- | --------------------- |
| Nr.                   | Rytter                | Placering             |
| 1                     | Mattia Cattaneo (ITA) | DNF                   |
| 2                     | Stan Van Tricht (BEL) | 44.                   |
| 3                     | Dries Devenyns (BEL)  | 83.                   |
| 4                     | James Knox (GBR)      | 61.                   |
| 5                     | Mauro Schmid (SUI)    | 14.                   |
| 6                     | Jannik Steimle (GER)  | 38.                   |
| 7                     | Martin Svrček (SVK)   | DNF                   |

| AG2R Citroën Team ACT | AG2R Citroën Team ACT | AG2R Citroën Team ACT |
| --------------------- | --------------------- | --------------------- |
| Nr.                   | Rytter                | Placering             |
| 11                    | Ben O'Connor (AUS)    | 46.                   |
| 12                    | Alex Baudin (FRA)     | 45.                   |
| 13                    | Dorian Godon (FRA)    | 52.                   |
| 14                    | Paul Lapeira (FRA)    | 27.                   |
| 15                    | Nans Peters (FRA)     | 35.                   |
| 16                    | Michael Schär (SUI)   | 39.                   |
| 17                    | Damien Touzé (FRA)    | 25.                   |

| Bora-Hansgrohe BOH | Bora-Hansgrohe BOH          | Bora-Hansgrohe BOH |
| ------------------ | --------------------------- | ------------------ |
| Nr.                | Rytter                      | Placering          |
| 21                 | Shane Archbold (NZL)        | DNF                |
| 22                 | Marco Haller (AUT)          | 22.                |
| 23                 | Jai Hindley (AUS)           | 32.                |
| 24                 | Luis-Joe Lührs (GER)        | DNF                |
| 25                 | Jordi Meeus (BEL)           | 41.                |
| 26                 | Maximilian Schachmann (GER) | 18.                |
| 27                 | Giovanni Aleotti (ITA)      | 53.                |

| EF Education-EasyPost EFE | EF Education-EasyPost EFE | EF Education-EasyPost EFE |
| ------------------------- | ------------------------- | ------------------------- |
| Nr.                       | Rytter                    | Placering                 |
| 31                        | Alberto Bettiol (ITA)     | 31.                       |
| 32                        | Mikkel Honoré (DEN)       | 17.                       |
| 33                        | Jens Keukeleire (BEL)     | 34.                       |
| 34                        | Sean Quinn (USA)          | 10.                       |
| 35                        | Jonas Rutsch (GER)        | 56.                       |
| 36                        | Thomas Scully (NZL)       | DNF                       |
| 37                        | Łukasz Wiśniowski (POL)   | DNF                       |

| Ineos Grenadiers IGD | Ineos Grenadiers IGD        | Ineos Grenadiers IGD |
| -------------------- | --------------------------- | -------------------- |
| Nr.                  | Rytter                      | Placering            |
| 41                   | Ethan Hayter (GBR)          | 82.                  |
| 42                   | Leo Hayter (GBR)            | 65.                  |
| 43                   | Kim Heiduk (GER)            | 71.                  |
| 44                   | Luke Plapp (AUS) (landevej) | 15.                  |
| 45                   | Magnus Sheffield (USA)      | DNF                  |
| 46                   | Ben Swift (GBR)             | 57.                  |
| 47                   | Cameron Wurf (AUS)          | DNF                  |

| Intermarché-Circus-Wanty ICW | Intermarché-Circus-Wanty ICW | Intermarché-Circus-Wanty ICW |
| ---------------------------- | ---------------------------- | ---------------------------- |
| Nr.                          | Rytter                       | Placering                    |
| 51                           | Sven Erik Bystrøm (NOR)      | 24.                          |
| 52                           | Julius Johansen (DEN)        | 76.                          |
| 53                           | Hugo Page (FRA)              | 2.                           |
| 54                           | Gerben Thijssen (BEL)        | 81.                          |
| 55                           | Taco van der Hoorn (NED)     | 79.                          |
| 56                           | Boy van Poppel (NED)         | 74.                          |
| 57                           | Dion Smith (NZL)             | 7.                           |

| UAE Team Emirates UAD | UAE Team Emirates UAD   | UAE Team Emirates UAD |
| --------------------- | ----------------------- | --------------------- |
| Nr.                   | Rytter                  | Placering             |
| 61                    | Sjoerd Bax (NED)        | 49.                   |
| 62                    | George Bennett (NZL)    | 9.                    |
| 63                    | Alessandro Covi (ITA)   | 42.                   |
| 64                    | Finn Fisher-Black (NZL) | 37.                   |
| 65                    | Marc Hirschi (SUI)      | 8.                    |
| 66                    | Jay Vine (AUS)          | 28.                   |
| 67                    | Michael Vink (NZL)      | DNF                   |

| Arkéa-Samsic ARK | Arkéa-Samsic ARK       | Arkéa-Samsic ARK |
| ---------------- | ---------------------- | ---------------- |
| Nr.              | Rytter                 | Placering        |
| 71               | Élie Gesbert (FRA)     | 23.              |
| 72               | Mathis Le Berre (FRA)  | 66.              |
| 73               | Alessandro Verre (ITA) | 54.              |
| 74               | Ewen Costiou (FRA)     | 70.              |
| 75               | Hugo Hofstetter (FRA)  | 60.              |
| 76               | Łukasz Owsian (POL)    | 55.              |
| 77               | Kévin Ledanois (FRA)   | 11.              |

| Team Jayco AlUla JAY | Team Jayco AlUla JAY   | Team Jayco AlUla JAY |
| -------------------- | ---------------------- | -------------------- |
| Nr.                  | Rytter                 | Placering            |
| 81                   | Luke Durbridge (AUS)   | 72.                  |
| 82                   | Lucas Hamilton (AUS)   | 36.                  |
| 83                   | Michael Hepburn (AUS)  | 73.                  |
| 84                   | Campbell Stewart (NZL) | DNF                  |
| 85                   | Kelland O'Brien (AUS)  | 21.                  |
| 86                   | Michael Matthews (AUS) | 4.                   |
| 87                   | Simon Yates (GBR)      | 47.                  |

| Team DSM DSM | Team DSM DSM           | Team DSM DSM |
| ------------ | ---------------------- | ------------ |
| Nr.          | Rytter                 | Placering    |
| 92           | Matthew Dinham (AUS)   | 30.          |
| 93           | Chris Hamilton (AUS)   | 51.          |
| 94           | Marius Mayrhofer (GER) | 1.           |
| 95           | Romain Combaud (FRA)   | 59.          |
| 96           | Tim Naberman (NED)     | 77.          |
| 97           | Martijn Tusveld (NED)  | 58.          |

| Trek-Segafredo TFS | Trek-Segafredo TFS       | Trek-Segafredo TFS |
| ------------------ | ------------------------ | ------------------ |
| Nr.                | Rytter                   | Placering          |
| 101                | Filippo Baroncini (ITA)  | 40.                |
| 102                | Marc Brustenga (ESP)     | DNS                |
| 103                | Tony Gallopin (FRA)      | 19.                |
| 104                | Asbjørn Hellemose (DEN)  | DNS                |
| 105                | Emīls Liepiņš (LAT)      | 67.                |
| 106                | Natnael Tesfatsion (ERI) | 13.                |
| 107                | Antonio Tiberi (ITA)     | 16.                |

| Israel-Premier Tech IPT | Israel-Premier Tech IPT | Israel-Premier Tech IPT |
| ----------------------- | ----------------------- | ----------------------- |
| Nr.                     | Rytter                  | Placering               |
| 111                     | Daryl Impey (RSA)       | 26.                     |
| 112                     | Corbin Strong (NZL)     | 5.                      |
| 113                     | Simon Clarke (AUS)      | 3.                      |
| 114                     | Taj Jones (AUS)         | 80.                     |
| 115                     | Sebastian Berwick (AUS) | 33.                     |
| 116                     | Chris Froome (GBR)      | DNF                     |
| 117                     | Derek Gee (CAN)         | 62.                     |

| Bolton Equities Black Spoke Pro Cycling BEB | Bolton Equities Black Spoke Pro Cycling BEB | Bolton Equities Black Spoke Pro Cycling BEB |
| ------------------------------------------- | ------------------------------------------- | ------------------------------------------- |
| Nr.                                         | Rytter                                      | Placering                                   |
| 121                                         | James Fouché (NZL) (landevej)               | 20.                                         |
| 122                                         | James Oram (NZL)                            | 29.                                         |
| 123                                         | Logan Currie (NZL)                          | 43.                                         |
| 124                                         | Luke Mudgway (NZL)                          | 78.                                         |
| 125                                         | Thomas Sexton (NZL)                         | 68.                                         |
| 126                                         | George Jackson (NZL)                        | DNF                                         |
| 127                                         | Aaron Gate (NZL)                            | 12.                                         |

| UniSA-Australia AUS | UniSA-Australia AUS   | UniSA-Australia AUS |
| ------------------- | --------------------- | ------------------- |
| Nr.                 | Rytter                | Placering           |
| 131                 | Caleb Ewan (AUS)      | 6.                  |
| 132                 | Jarrad Drizners (AUS) | 63.                 |
| 133                 | Zac Marriage (AUS)    | 75.                 |
| 134                 | Liam Walsh (AUS)      | 48.                 |
| 135                 | Kane Richards (AUS)   | 64.                 |
| 136                 | Declan Trezise (AUS)  | 69.                 |
| 137                 | Elliot Schultz (AUS)  | 50.                 |